# Bitka pri mestu Vaslui
Bitka pri mestu Vaslui ali bitka pri Podul Înalt (Visokem mostu), 10. januarja 1475, med moldavskim knezom Štefanom Velikim in rumelijskim beglerbegom Hadân Suleiman pašo, pri Podul Înalt (Visokem mostu) v bližini mesta Vaslui v kneževini Moldaviji.

## Okoliščine
Štefan Veliki in osmanski paša Mehmed II. sta bila v sporu zaradi južne Besarabije (Budžaka), ki sta si jo oba lastila. Območje je v preteklosti pripadalo kneževini Vlaški. Med vladanjem moldavskega kneza Petra II./I. je prišlo pod moldavski vpliv in njegov naslednik, knez Roman I. ga je v poznem 14. stoletju priključil Modaviji. Na območju sta bili za moldavsko trgovino zelo pomembni trdnjavi-pristanišči Kilija (v delti Donave) in Cetatea Albă (turško Akkerman v ustju Dnjestra, danes Belgorod Dnjestrovski), preko katerih je vodila trgovska pot iz Kafe v Lvov in na Poljsko. Knez Aleksander Dobri je leta 1420 uspešno odbil prvi turški napad na trdnjavi.
Mehmed III. je vse bolj pritiskal na Štefana naj mu izroči Kilijo in Cetatea Albo. Štefan je odgovoril tako, da mu leta 1473 ni plačal davka, kar je Visoko porto spodbudilo k ukrepanju.
Knez Radu III. Čedni je leta 1473 s pomočjo Porte vrgel z vlaškega prestola kneza Basaraba Laioto; ta se je zatekel v Moldavijo. Decembra istega leta je Radu z juga vdrl v Moldavijo z vojsko 17.000 Turkov in 12.000 Vlahov ter ropal in požigal pokrajino vse do mesta Bârlad (ali Bîrlad) ob istoimenski reki. S Štefanovo pomočjo je Laiotă marca 1474 spet zasedel vlaški prestol, a je bil po nekaj mesecih prisiljen, da se podredi Turkom, kar je pripeljalo do ponovnega Štefanovega napada, ki pa ni bil uspešen. Cilj turškega sultana Mehmeda II. je bil, da si po Vlaški podredi tudi kneževino Moldavijo in jo prisili v plačevanje davka. Štefan je to pričakoval, zato je ob transilvanski pomoči vrgel Laioto s prestola in na vlaški prestol postavil Basaraba Mlajšega; vendar se ta na prestolu ni mogel obdržati.
V pričakovanju turškega napada se je Štefan obrnil po pomoč k poljskemu kralju Kazimirju IV. in ogrskemu kralju Matiji Korvinu, ki je po bitki pri Baiji (1467) tudi priznaval moldavsko suverenost. Iz svojega tabora v mestu Vaslui je poslal pismo tudi papežu Sikstu IV., v katerem ga je prosil, naj vzpodbudi evropske kneze k boju »proti Osmanom in njihovi strašni moči«; »Moldavija je pripravljena, da se z vsem srcem in močmi, ki jih ji je dal Bog, bojuje za krščanstvo.« Papež je Štefana sicer pohvalil, ukrenil pa ni nič, saj Štefan ni bil katolik pač pa pravoslavec. Matija Korvin mu je poslal v pomoč 5.000 mož in Kazimir 2.000 poljskih konjenikov, finančne pomoči pa nihče od njiju nobene.

## Priprave
Štefan je vedel za moč turške vojske, 120.000 pešcev (osmanskih Turkov, Tatarov in 17.000 Vlahov) in 30.000 konjenikov pod poveljstvom Hadân Sulejman paše. Sam je imel na razpolago okrog 40.000 slabo oboroženih moldavskih borcev (mnogi med njimi so bili kmetje brez vojaškega znanja), 7.000 mož iz Ogrske (Seklov in Ogrov) in 2.000 poljskih konjenikov pod vodstvom Mihaela Buczakija. Da bi prišlo razmerje moči čim manj do izraza, je skrbno izbral kraj, kjer je pričakal turško vojsko. To je bilo zamočvirjeno ozemlje pred mestom Vaslui, kjer se rečici Racova in Vaslui (ali Vasluieț) izlivata v reko Bârlad. Polovalna dolina je bila obdana z vseh strani z gozdnatimi griči, ki niso dovoljevali, da bi se velika vojska razvila v bojno formacijo. Poleg tega bi morala sovražna vojska na poti proti Vasluiju tam prečiti reko Bârlad, preko lesenega mostu, ki ni bil dovolj trden za težko topništvo.
Turške čete, ki so prišle iz Albanije, so dva tedna taborile v Vlaški, preden so se decembra 1474 odpravile na pohod proti Moldaviji. Štefan je dal na predvideni poti vojske izseliti vse prebivalstvo, skupaj z živalmi, poskriti zaloge hrane in požgati hiše. Vodnjake in stoječe vode je dal zastrupiti. Sovražna vojska je tako v zimskih razmerah, v pomanjkanju in brez dobrih možnosti za prenočevanje, hitela, da bi čim prej prišla do moldavske prestolnice Suceave. Sulejman, prepričan v premoč svoje vojske, ni veliko raziskoval ozemlja pred vojsko. Dobil pa je informacije, da so vasi na območju Vasluija nedotaknjene, in se je napotil tja.

## Bitka
10. januar je bil temačen in mrzel dan, gosta megla je zjutraj omejevala vidljivost. Štefan je pred mesto Vaslui postavil izkušene Sekle in moldavske profesionalne čete, ki naj bi zaustavile sovražnika. Glavnino svoje plemiške vojske je skril v gozd na sosednjem griču.
Po poročanju turškega kronista Ibn-i Kemala je moldavska vojska zaustavila prednji del sovražne vojske s streljanjem iz topov, bombard in s puščicami lokostrelcev. Zaradi gostih gozdov, ki so obkrožali dolino, in zaradi močvirnatega terena Turki niso mogli obkoliti moldavskih čet. Prišlo je do uničujočega boja, pri katerem so se Moldavci, ki so imeli boljši položaj, dobro držali, dokler ni v boj posegla elitna janičarska enota poveljnika Mihaloglu Ali bega. Tedaj je Štefan poslal v boj svojo plemiško vojsko, ki je iz gozda na griču napadla desni bok turške vojske. Istočasno so se v gozdu na drugi strani oglasili vojaški rogovi skritih hornistov, ki so ustvarili vtis, da Turkom preti glavni napad z leve. Turki so se zmedli in začeli neorganizirano bežati, a jim je Štefanova vojska od zadaj zaprla pot. Sovražnike, ki so se uspeli rešiti z bojnega polja, so moldavski in poljski konjeniki zasledovali in pobijali še tri naslednje dni, vse do Donave v Dobrudži.
Po benečanskih in poljskih zapisih so Turki izgubili več kot 40.000 mož. Umrli so štirje paše in zajetih je bilo preko sto sovražnih bojnih praporov.

## Epilog
Turški poraz je bil zabeležen kot »največji, kar jih je zadal križ islamu«. Mara Brankovič je izjavila, da je bil to eden največjih porazov dotlej domnevno nepremagljivega osmanskega cesarstva.
Po poročanju poljskega kronista Jana Długosza Štefan ni praznoval svoje zmage, ampak se je 40 dni postil ob kruhu in vodi; prepovedal je, da bi kdorkoli pripisoval zmago njemu, ampak je trdil, da je bila taka božja volja. 
Po zmagi je Štefan poslal poljskemu in ogrskemu vladarju in tudi papežu darila iz bogatega plena, istočasno pa jih je prosil za vojaško in finančno pomoč. Dobil ni ničesar. Papež Sikst IV. ga je le počastil z nazivom »athleta Christi« in ga opisal z »verus christiane fidei athleta« (resnični bojevnik krščanske vere).
V zahvalo za zmago je dal Štefan leta 1488 zgraditi samostan Voroneț.